# Horta (stolica tytularna)
Horta (łac. Diocesis Hortensis) – stolica historycznej diecezji w Cesarstwie rzymskim w prowincji Afryka Prokonsularna, sufragania metropolii Kartagina. Współcześnie w Tunezji. Obecnie katolickie biskupstwo tytularne.

## Biskupi tytularni
| Lp. | Biskup                           | Funkcja                                  | Od                | Do                   |
| --- | -------------------------------- | ---------------------------------------- | ----------------- | -------------------- |
| 1   | Maximino Romero de Lema          | biskup pomocniczy Madrytu (Hiszpania)    | 15 czerwca 1964   | 19 października 1968 |
| 2   | Paul Marcinkus                   | urzędnik Kurii Rzymskiej                 | 24 grudnia 1968   | 20 lutego 2006       |
| 3   | Darwin Rudy Andino Ramírez       | biskup pomocniczy Tegucigalpy (Honduras) | 1 kwietnia 2006   | 7 listopada 2011     |
| 4   | Fidelis Lionel Emmanuel Fernando | biskup pomocniczy Kolombo (Sri Lanka)    | 28 listopada 2011 | 22 listopada 2017    |
| 5   | Santos Montoya Torres            | biskup pomocniczy Madrytu (Hiszpania)    | 29 grudnia 2017   | 12 stycznia 2022     |
| 6   | Óscar Walter García Barreto      | biskup pomocniczy Concepción (Chile)     | 23 lutego 2022    |                      |